# Tőzmiske

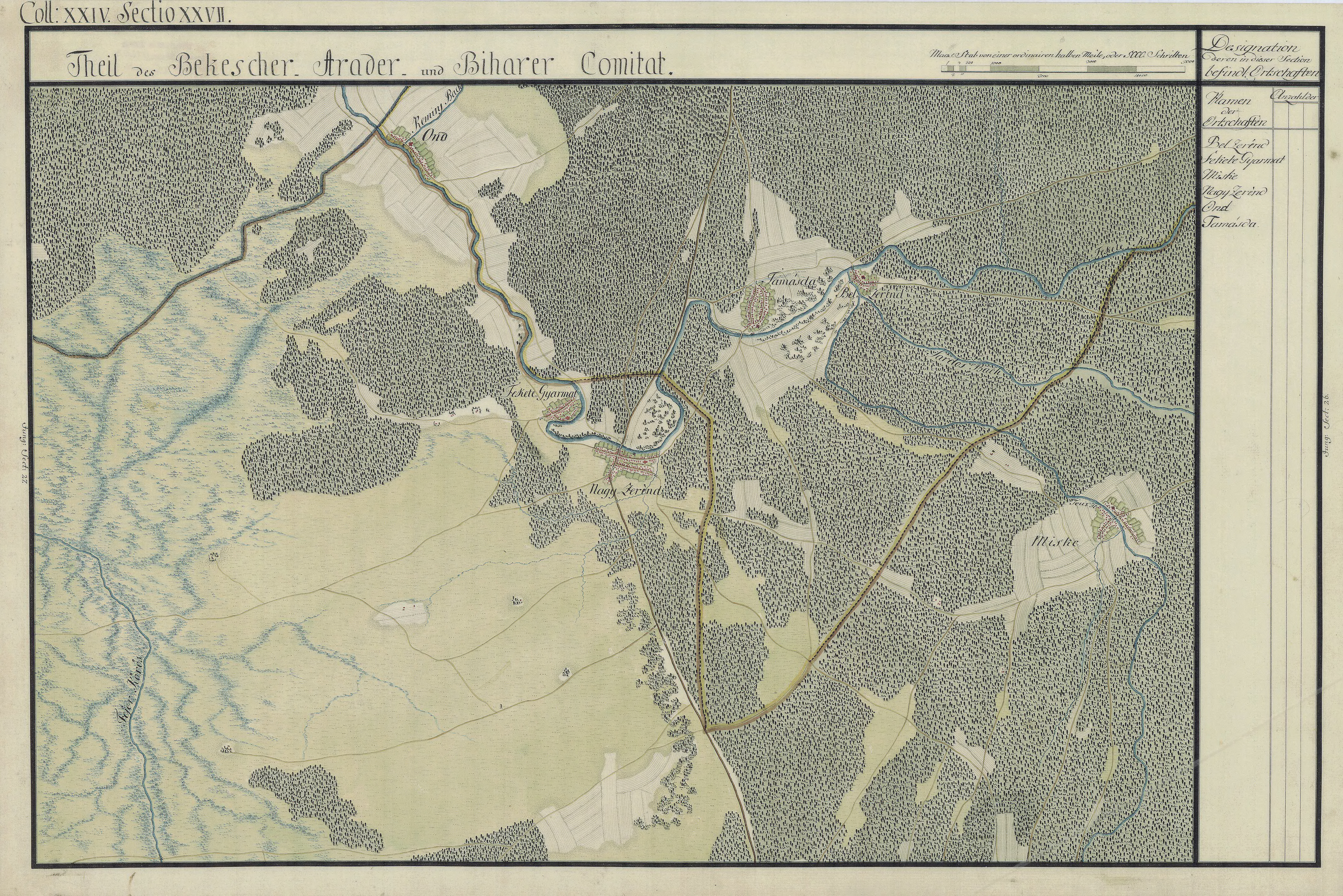
Miske és környéke 1782–85-ben

Tőzmiske, 1910-ig Miske (románul: Mișca) falu Romániában, Arad megyében.

## Nevének eredete
A Miske a Mihály személynév becézett alakjából való, előtagját pedig a Tőz folyóról kapta, a Miskétől és Vásárosmiskétől való könnyebb megkülönböztethetősége céljából. Először 1249-ben, Myske alakban említették.

## Fekvése
Kisjenőtől északkeletre, a Fekete-Körösbe folyó Tőz mellett fekszik. Községi központ, beosztott falvai Bélzerénd, Simonyifalva, Vadász.

## Népesség

### Etnikai és vallási megoszlás
- 1839–40-ben 1896 ortodox román lakosa volt.
- 1910-ben 1774 lakosa közül 1598 volt román és 173 magyar anyanyelvű; 1587 ortodox, 116 református, 39 római katolikus, tizenöt zsidó és tizenkét egyéb (baptista) vallású.
- 2002-ben 1209 lakosából 963 volt román, 226 cigány és 17 magyar nemzetiségű; 956 ortodox, 99 pünkösdi, 95 baptista és 44 adventista hitű.

## Története
1332-ben katolikus falu volt. Az 1552 és 64 közötti dikális összeírásban 31 jobbágyportával szerepel. A török hódoltság idején elpusztult, 1715 és 1720 között bánáti románokkal települt újra. 1746-ban 64 régi és 14 jövevény jobbágy és négy házas zsellér családfő, 1771-ben 127 jobbágy és 47 zsellér családfő lakta. 1825-ben József nádor uradalmának része volt. A Fehér-Körös alsó völgye szűcsközpontjának számított. 1895-ben elaprózódott kisbirtokrendszer jellemezte, lakóinak háromnegyede mellékkeresetre volt utalva, leggyakrabban napszámba jártak a nádori uradalomba. Jelenleg Tőzmiske község körzeti központ.

## Gazdaság
Magának a falunak a határából 2014 hektár szántó és 928 legelő.

## Híres emberek
- Itt töltötte gyermekkorát Titus Popovici (1930–1994) író.